# 37640 Luiginegrelli
37640 Luiginegrelli este o planetă minoră (asteroid), cu un diametru de 2,66 km, din centura de asteroizi. A fost descoperită pe 20 noiembrie 1993 la osservatorio Colleverde di Guidonia⁠(d) de Vincenzo Silvano Casulli⁠(d). 
Obiectul prezintă o orbită caracterizată de o semiaxă mare de 2,3755427 UAi, o excentricitate de 0,09, o înclinație de 5,51723 ° în raport cu ecliptica.